# James Lucas Scott
James "Jamie" Lucas Scott er en fiktiv person i tv-serien One Tree Hill. Han spilles af barnestjernen Jackson Brundage. Han er søn af Nathan – og Haley James Scott, Lucas Scotts nevø, og gudsøn til Lucas og Brooke Davis.